# Michael Aspin
Michael Aspin (* 20. Oktober 1989 in Blackburn, England) ist ein englischer Fußballspieler auf der Position eines Mittelfeldspielers. Er spielt für den Northwich Victoria.

## Karriere
Aspin begann seine Karriere im Alter von 8 Jahren in der Jugendakademie der Blackburn Rovers. 2006 wechselte er in die Jugendmannschaft des Preston North End. Seine erste Station in einem Seniorenkader war Northwich Victoria. Für den Verein spielte er bis zum April 2009 und wechselte noch während der Saison zu Farsley Celtic. Dort blieb er nur knapp zwei Monate. Seit Juni 2009 spielt er für den FC Nakhon Pathom. Nach ebenfalls nur zwei Monaten in Thailand kehrte nach England zurück und unterschrieb erneut bei Northwich Victoria. Er bekam wenig Spielpraxis bei Nakhon Pathom und hatte Heimweh.

## Erläuterungen/Einzelnachweise
1. ↑  pjmstudy.doyourownsite.co.uk: Bericht über die Verpflichtung auf der offiziellen Webseite (Memento des Originals vom 3. April 2009 im Internet Archive)  Info: Der Archivlink wurde automatisch eingesetzt und noch nicht geprüft. Bitte prüfe Original- und Archivlink gemäß Anleitung und entferne dann diesen Hinweis.
2. ↑  clubwebsite.co.uk/chonburifc: EXCLUSIVE MICHAEL BYRNE INTERVIEW - PART 2 (Seite nicht mehr abrufbar, festgestellt im Mai 2019. Suche in Webarchiven)  Info: Der Link wurde automatisch als defekt markiert. Bitte prüfe den Link gemäß Anleitung und entferne dann diesen Hinweis.

| Personendaten    | Personendaten             |
| ---------------- | ------------------------- |
| NAME             | Aspin, Michael            |
| KURZBESCHREIBUNG | englischer Fußballspieler |
| GEBURTSDATUM     | 20. Oktober 1989          |
| GEBURTSORT       | Blackburn                 |